# Megaselia labiella
Megaselia labiella är en tvåvingeart som beskrevs av Rudolf Beyer 1965. Megaselia labiella ingår i släktet Megaselia och familjen puckelflugor. Inga underarter finns listade i Catalogue of Life.